# Sergei Alexandrowitsch Monja
Sergei Alexandrowitsch Monja (russisch Сергей Александрович Моня; * 15. April 1983 in Saratow, RSFSR, Sowjetunion) ist ein russischer Basketballspieler. Monjas Karriere hat einen ähnlichen Verlauf genommen wie die seines noch etwas bekannteren Landsmanns Wiktor Chrjapa. Nachdem er 2004 direkt nach Chrjapa im NBA Draft ausgewählt worden war, spielte Monja kurzzeitig in der Saison 2005/06 in der am höchsten dotierten Profiliga NBA bei den Portland Trail Blazers sowie einem weiteren Verein. Er konnte sich jedoch nicht durchsetzen und kehrte daraufhin nach Russland zurück, wo er seit 2010 beim Moskauer Vorortklub BK Chimki spielt. Mit der russischen Nationalmannschaft gewann Monja die Basketball-Europameisterschaft 2007 sowie eine Bronzemedaille bei der EM 2011.

## Vereinskarriere
Monja spielte schon zu Juniorenzeiten zusammen mit Chrjapa bei Awtodor Saratow und erreichte bei den U20-Europameisterschaften 2002 einen vierten Platz mit der russischen Juniorenauswahl. Anschließend wechselten beide zum dominierenden russischen Basketballverein PBK ZSKA nach Moskau. Mit diesem Verein gewann man 2003 & 2004 die russische Meisterschaft, nachdem in den beiden Jahren zuvor erstmals in der Geschichte der russischen Meisterschaft mit Ural Great Perm ein anderer Verein den Titel errungen hatte. Im höchsten europäischen Vereinswettbewerb EuroLeague erreichte man zweimal das Final-Four-Turnier, nach einem vierten Platz 2003 wurde man 2004 Dritter. Beim NBA-Draft 2004 wurden in der ersten Runde an 21. bis 23. Position mit Pawel Podkolzin, Wiktor Chrjapa und Monja drei Russen direkt hintereinander von NBA-Klubs ausgewählt. Die Portland Trail Blazers hatten die Rechte an Monja durch den Draft-Pick und erwarben zusätzlich durch einen Spielertausch die Rechte an Chrjapa. Während der ein Jahr ältere Chrjapa direkt in den Kader des Klubs aufgenommen wurde, spielte Monja eine weitere Spielzeit bei ZSKA, in der man erneut die russische Meisterschaft holte und in der EuroLeague 2004/05 Vierter wurde. Anschließend wechselte Monja in die NBA, wo er nach 23 Spielen zu den Sacramento Kings weitergegeben wurde, bei denen er noch drei weitere Spiele machte. Chrjapa landete nach dem Ende der Spielzeit nach einem Spielertausch bei den Chicago Bulls, bevor er 2008 schließlich auch nach Russland zurückkehrte. Damit endete das „russische Experiment“ bei den Trail Blazers, die zuvor mit dem ehemaligen sowjetischen Nationalspieler Arvydas Sabonis gute Erfahrungen gemacht hatten.
Monja spielte ab 2006 bei Dynamo, dem Lokalrivalen von ZSKA, zunächst wieder unter dem serbischen Trainer Dušan Ivković, der zuvor von 2002 bis 2005 bei ZSKA tätig war. In der EuroLeague 2006/07 erreichte man die Viertelfinal-Play-offs, in denen man gegen den späteren Titelgewinner Panathinaikos Athen ausschied, und belegte in der russischen Meisterschaft den vierten Platz. In der folgenden Spielzeit übernahm Ivković’ Landsmann Svetislav Pešić das Traineramt und im ULEB Cup 2007/08 verlor man das Halbfinale gegen Pešić’ ehemaligen Verein Akasvasyu Girona, konnte aber im zweitwichtigsten europäischen Vereinswettbewerb durch einen Sieg im „kleinen Finale“ noch den dritten Platz belegen wie auch in der russischen Meisterschaft. Der aus den USA stammende russische Nationaltrainer David Blatt übernahm Dynamo als Trainer in der Saison 2008/09, in der man im Eurocup 2008/09, so der neue Name des ULEB Cups, bereits im Viertelfinale des Elite-Eight-Finalturniers ausschied. In der russischen Meisterschaft hingegen konnte man sich um einen Platz verbessern und gewann eine Bronzemedaille. Für die Saison 2009/10 spielte Dynamo ohne Legionäre und erreichte unter Trainer Sergei Basarewitsch einen vierten Platz, wobei man im Eurocup 2009/10 chancenlos war und in der Vorrunde nach sechs Niederlagen in sechs Spielen ausschied.
2010 wurde in Russland nach einem Skandal um Manipulationen, die auch Spiele von Dynamo betrafen, mit der Professionalnaja Basketbolnaja Liga eine neue höchste Spielklasse eingeführt. Monja wechselte zum russischen Vizemeister in den Moskauer Vorort Chimki und konnte sich mit diesem für die EuroLeague 2010/11 qualifizieren, in der man jedoch knapp bereits in der Vorrunde ausschied. Nach einer weiteren Vizemeisterschaft mit BK Chimki und dem Gewinn der VTB United League nach einem knappen Finalerfolg über ZSKA 2011 schied man diesmal überraschend bereits in der Qualifikation für die EuroLeague 2011/12 aus und gewann den ULEB Eurocup 2011/12.

## Nationalmannschaft
Monja war erstmals bei der Basketball-Europameisterschaft 2003 in einem Endrundenkader der Herren-Nationalmannschaft vertreten. Bei dieser und bei der folgenden EM 2005 belegte man jeweils den achten Platz und verpasste damit sowohl die Qualifikation für die Olympischen Spiele 2004 als auch für die WM 2006. Bei der EM 2007 stieß man unter dem neuen Nationaltrainer David Blatt bis auf eine recht deutliche 69:81 Zwischenrundenniederlage gegen Gastgeber Spanien ungeschlagen bis ins Finale vor. Hier konnte man den favorisierten Gastgeber dann mit einem Punkt besiegen und konnte nach 13 EM-Titeln für die Basketballnationalmannschaft der UdSSR erstmals eine Europameisterschaft für Russland erkämpfen. Bei den folgenden Olympischen Spielen 2008 enttäuschte man mit nur einem Vorrundensieg und einem frühzeitigen Ausscheiden. Bei der EM 2009 startete man ebenfalls relativ schwach und konnte sich als Titelverteidiger nur knapp mit einem Vorrundensieg für die Zwischenrunde qualifizieren, in der man alle drei Spiele gewann. Im Viertelfinale verlor man jedoch den späteren Finalisten Serbien und wurde am Ende Siebter. Bei der WM 2010 präsentierte man sich in der Vorrunde stark und verlor nur ein Spiel gegen Gastgeber Türkei. Im Viertelfinale traf man jedoch auf den späteren Titelgewinner Vereinigte Staaten und wurde ebenfalls letztendlich Siebter. Bei der EM 2011 gewann man alle Spiele, darunter eine Neuauflage des Viertelfinales gegen Serbien, bis zum Halbfinale, das man gegen Frankreich verlor. Im Spiel um den dritten Platz konnte man sich die Bronzemedaille gegen die Überraschungsmannschaft des Turniers Mazedonien sichern. Bei den Olympischen Spielen 2012 in London verlor man das Halbfinale wiederum gegen Frankreich und sicherte man sich gegen Argentinien die Bronzemedaille.

## Erfolge und Auszeichnungen

### Verein
- Russischer Meister(7): 2003–2005
- Russischer Pokalsieger: 2005
- Sieger VTB United League: 2011
- ULEB-Eurocup-Sieger: 2012, 2015
- MVP des All-Star Game in der PBL 2011

### Nationalmannschaft
- Sieger Europameisterschaft 2007
- Bronze Europameisterschaft 2011
- Bronze Olympische Spiele 2012